# Superamas de Shapley
Le superamas de Shapley ou la concentration de Shapley (SCl 124) est un superamas de galaxies dans la constellation du Centaure. Il est situé à 650 millions d'années-lumière (al) du Système solaire (z = 0,046), près du vide du Bouvier (700 al).

## Histoire
À la fin des années 1920, Harlow Shapley et ses collègues de l'observatoire du Harvard College ont commencé à rechercher des galaxies dans le ciel méridional, à l'aide de plaques photographiques obtenues à partir du télescope Bruce de 24 pouces situé à Bloemfontein en Afrique du Sud. Harlow Shapley découvre en 1936 une concentration de 76 000 galaxies, avec une luminosité supérieure à la 18e magnitude apparente dans un tiers du ciel sud, même s'il lui en manque une grande partie. Les informations recueillies à partir de ces observations ont ensuite été publiées dans le cadre du dénombrement des galaxies de l'université Harvard, un programme qui vise à cartographier la gradation galactique et la densité des galaxies dans l'espace.
Shapley, en observant et en étudiant le nuage Coma-Vierge (maintenant connu sous le nom de superposition du superamas de la Chevelure de Bérénice et du superamas de la Vierge), est également tombé sur un autre « nuage » qu'il a trouvé intéressant dans la constellation du Centaure. Shapley a trouvé ce nuage particulièrement intéressant en raison de sa grande dimension linéaire, de sa grande population et de sa forme allongée distinctive. Aujourd'hui, ce nuage de galaxies est connu comme le cœur ou le noyau du superamas de Shapley. De plus, Shapley a défini la distance entre la Terre et le nuage comme étant 14 fois la distance entre la Terre et l'amas de la Vierge, en définissant un diamètre moyen des deux galaxies. Cela signifie que le superamas de Shapley est à une distance de 231 Mpc, sur la base de l'estimation actuelle de la distance de la Vierge. Le superamas est redécouvert dans son ensemble en 1989 par Somak Raychaudhury de l'Université de Cambridge avec les plaques du UK Schmidt Telescope et en utilisant également le système de mesure automatisé des plaques (APM) à l'université de Cambridge, en Angleterre. Il met en évidence le Grand attracteur avec l'amas de la Règle et le superamas de Shapley. Dans ce document, le superamas a été nommé d'après Harlow Shapley, en reconnaissance de sa recherche pionnière sur les galaxies dans lesquelles cette concentration a été vue pour la première fois. À peu près au même moment, Roberto Scaramella et d'autres collaborateurs ont remarqué une concentration exceptionnelle d'amas dans le catalogue Abell d'amas de galaxies qu'ils ont appelé la concentration Alpha.

## Membres

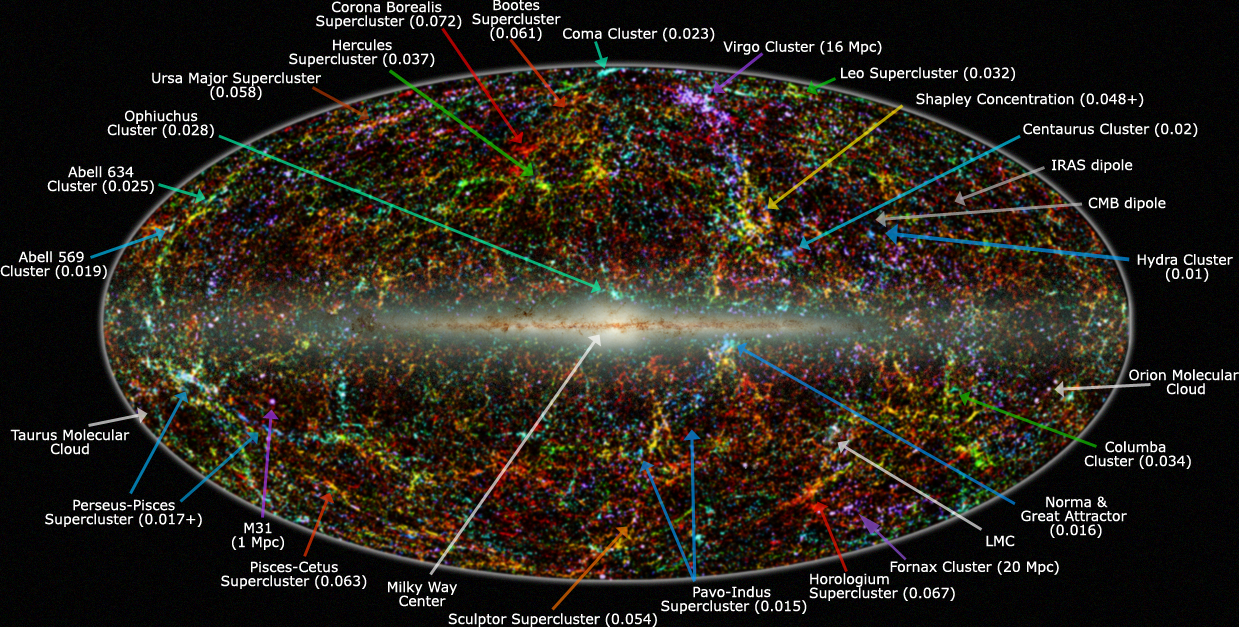
Carte 2MASS de la NASA (position du superamas de Shapley : flèche jaune).

Selon le catalogue Abell, les membres du superamas de Shapley sont :

| Nom                    | Ascension droite | Déclinaison |
| ---------------------- | ---------------- | ----------- |
| Abell 1631             | 12 h 52, 8 min   | −15° 26′    |
| Abell 1644             | 12 h 57, 2 min   | −17° 21′    |
| Abell 1709             | 13 h 18, 7 min   | −21° 28′    |
| Abell 1736             | 13 h 26, 9 min   | −27° 07′    |
| Abell 3528             | 12 h 54, 3 min   | −29° 01′    |
| Abell 3530             | 12 h 55, 6 min   | −30° 21′    |
| Abell 3532             | 12 h 57, 3 min   | −30° 22′    |
| Abell 3537             | 13 h 01, 0 min   | −32° 26′    |
| Abell 3542             | 13 h 08, 7 min   | −34° 34′    |
| Abell 3553             | 13 h 19, 2 min   | −37° 11′    |
| Abell 3554             | 13 h 19, 5 min   | −33° 29′    |
| Abell 3555             | 13 h 20, 8 min   | −28° 59′    |
| Abell 3556             | 13 h 24, 1 min   | −31° 40′    |
| Abell 3558 (Shapley 8) | 13 h 27, 9 min   | −31° 30′    |
| Abell 3559             | 13 h 29, 9 min   | −29° 31′    |
| Abell 3560             | 13 h 31, 8 min   | −33° 13′    |
| Abell 3562             | 13 h 33, 5 min   | −31° 40′    |
| Abell 3564             | 13 h 34, 4 min   | −35° 13′    |
| Abell 3566             | 13 h 39, 0 min   | −35° 33′    |
| Abell 3570             | 13 h 46, 8 min   | −37° 55′    |
| Abell 3571             | 13 h 47, 5 min   | −32° 52′    |
| Abell 3572             | 13 h 48, 2 min   | −33° 23′    |
| Abell 3575             | 13 h 52, 6 min   | −32° 53′    |
| Abell 3577             | 13 h 54, 3 min   | −27° 51′    |
| Abell 3578             | 13 h 57, 5 min   | −24° 44′    |

Le tout est divisé en 5 groupes : S718, S729, S731, SC1327-312 et SC1329-313.

## Filament intergalactique
En 2025, une équipe internationale annonce la découverte, dans le superamas de Shapley, d'un filament de gaz dont l'analyse spectroscopique indique qu'il contient un milieu intergalactique chaud (dont c'est la première détection). Ce filament relie deux paires d'amas de galaxies (A3532-A3530 et A3528 N-S), sur une distance de 23 millions d'années-lumière. Il est composé principalement d'électrons libres et de protons à 11,6 millions de kelvins, avec une densité dix fois supérieure au milieu intergalactique normal et une masse totale de 1013 masses solaires, soit environ cent fois celle de la Voie lactée,.